# The Neighborhood (serie televisiva)
The Neighborhood è una sitcom statunitense creata e prodotta da Jim Reynolds e trasmessa da CBS dal 1º ottobre 2018. La serie racconta le vicende delle famiglie di un vicinato.
La serie in Italia viene trasmessa su Comedy Central a partire dal 7 ottobre 2024.

## Trama
Nel vicinato in cui vivono Calvin, la moglie Tina e i figli Malcolm e Marty, si trasferisce una nuova famiglia, formata da Dave, la moglie Gemma e il figlio Grover. Le due famiglie diventano col tempo amici.

## Episodi
| Stagione         | Episodi | Prima TV USA | Prima TV Italia |
| ---------------- | ------- | ------------ | --------------- |
| Prima stagione   | 21      | 2018-2019    | 2024            |
| Seconda stagione | 22      | 2019-2020    | 2024            |
| Terza stagione   | 18      | 2020-2021    | 2024            |
| Quarta stagione  | 22      | 2021-2022    | inedita         |
| Quinta stagione  | 22      | 2022-2023    | inedita         |
| Sesta stagione   | 10      | 2024         | inedita         |
| Settima stagione | 20      | 2024-2025    | inedita         |

## Personaggi e interpreti

### Personaggi principali
- Calvin Butler, interpretato da Cedric the Entertainer.
- Dave Johnson, interpretato da Max Greenfield.
- Tina Butler, interpretata da Tichina Arnold.
- Gemma Johnson, interpretata da Beth Behrs.
- Malcolm Butler, interpretato da Sheaun McKinney.
- Marty Butler, interpretato da Marcel Spears.
- Grover Johnson, interpretato da Hank Greenspan.

### Personaggi secondari
- Trey, interpretato da Malik S. È un amico di Malcolm e il suo vero nome è Leslie.
- Que, interpretato da Earthquake. È il barbiere di Calvin e Dave.
- Ernie, interpretato da Gary Anthony Williams. È un amico di Calvin e gestisce il bar del quartiere.
- La signora Kim, interpretata da Sloan Robinson. È una vicina anziana che apprezza la compagnia di uomini più giovani.
- Necie, interpretata da Chelsea Harris. È la fidanzata di Marty.

## Produzione
Il 27 settembre 2017, è stato annunciato che la CBS aveva preordinato l'episodio pilota di una serie intitolata Here Comes the Neighborhood. Il pilot è stato scritto da Jim Reynolds, che doveva anche essere produttore esecutivo insieme ad Aaron Kaplan, Dana Honor e Wendi Trilling. Il 9 maggio 2018, è stato annunciato che la CBS aveva avviato la produzione della serie, ora intitolata Welcome to the Neighborhood, e pochi giorni dopo è stato annunciato che il titolo dello spettacolo era stato cambiato in The Neighborhood.
Nel gennaio 2019, la CBS ha annunciato di aver rinnovato la serie per una seconda stagione, trasmessa a partire dal 23 settembre 2019.
Nel maggio 2020, la serie è stata rinnovata per una terza stagione, trasmessa a partire dal 16 novembre 2020.
Nel febbraio 2021, la serie è stata rinnovata per una quarta stagione, trasmessa a partire dal 20 settembre 2021.
Nel gennaio 2022, la serie è stata rinnovata per una quinta stagione, trasmessa a partire dal 19 settembre 2022.
Il 23 gennaio 2023, la CBS ha rinnovato la serie per una sesta stagione, trasmessa a partire dal 12 febbraio 2024.
Il 9 aprile 2024, la CBS ha rinnovato la serie per una settima stagione, trasmessa a partire dal 21 ottobre 2024.
Il 10 marzo 2025, la serie è stata rinnovata per un'ottava e ultima stagione, che andrà in onda tra l'autunno 2025 e la primavera 2026.

## Spin-off
Il 6 maggio 2024, è stato reso noto che uno spin-off di The Neighborhood sarà distribuito da Paramount+: il titolo della serie è Crutch e ha come protagonista il personaggio di Francois "Frank" Crutchfield, interpretato da Tracy Morgan.
Il 17 gennaio 2025 è stato annunciato che era in lavorazione un secondo spin-off, incentrato su Malcolm e Marty, con gli attori McKinney e Spears che avrebbero ripreso i loro ruoli. L'episodio finale della settima stagione, ovvero il ventesimo episodio, sarà il backdoor pilot per la serie, mostrando i fratelli mentre si spostano da Pasadena a Venice, e introducendo tre nuovi personaggi come guest star, destinati a diventare personaggi fissi della serie spin-off. Lo spin-off è stato successivamente cestinato, ed è stato confermato che la trama prevista sarà inclusa direttamente nell'ottava stagione di The Neighborhood.